# Pierre Gallet (dramaturge)
 (septembre 2012).
Si vous disposez d'ouvrages ou d'articles de référence ou si vous connaissez des sites web de qualité traitant du thème abordé ici, merci de compléter l'article en donnant les références utiles à sa vérifiabilité et en les liant à la section « Notes et références ».
Pour les articles homonymes, voir Pierre Gallet et Gallet.

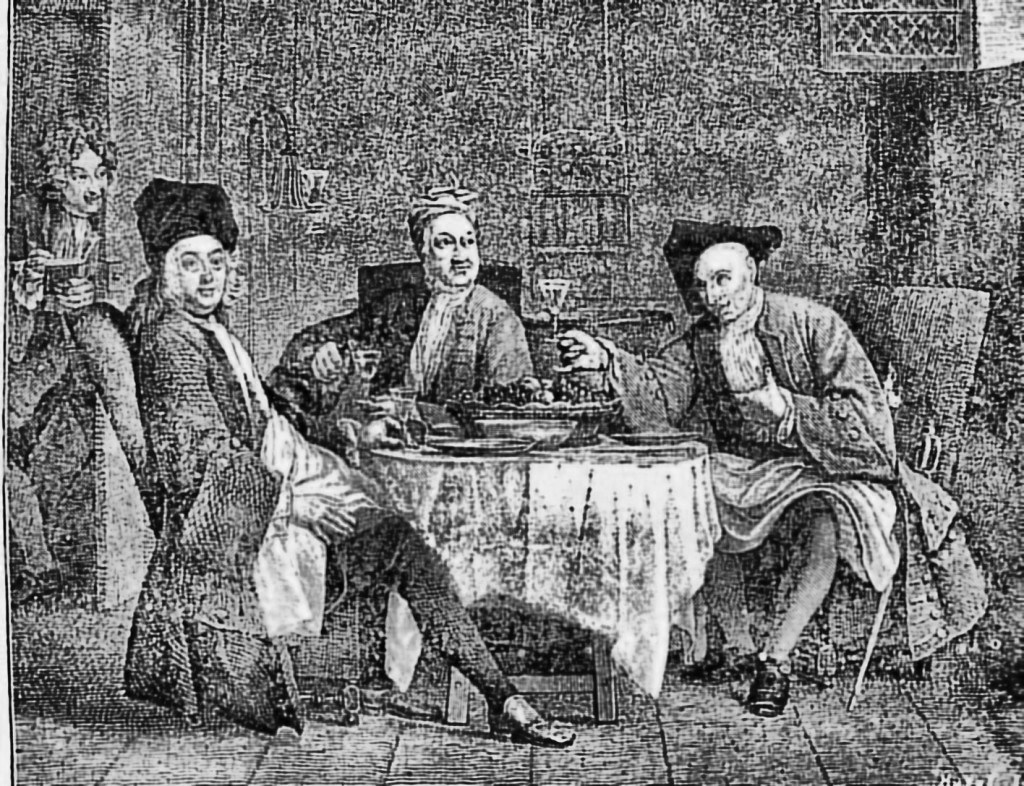
Les premiers convives du Caveau : Piron, Collé et Gallet à droite

Pierre Gallet, né en octobre 1698 à Paris où il est mort le 30 juin 1757, est un poète, chansonnier, goguettier et auteur dramatique français.

## Biographie
Pierre Gallet exerçait la profession d'épicier-droguiste en gros rue de la Grande-Truanderie. Il a 20 ans à la mort de son père, grand bourgeois de Paris, membre de la compagnie des marchands apothicaires-épiciers de Paris dont il est consul en 1707, apothicaire membre de l'académie Royale des sciences, il hérite d'une belle petite fortune, qu'il dépensa sans compter avec ses amis Alexis Piron, Charles-François Panard, Charles Collé. Il organisait avec eux de joyeuses agapes, copieusement arrosées, où l'on composait des chansons égrillardes. Ce fut l'origine de la première Société du Caveau, fondée en 1729 au cabaret de Landel, rue de Bussy, où à la même époque la première loge maçonnique parisienne s'installe. Comme le signale Brigitte Level (À travers deux siècles, le Caveau société bachique chantante), beaucoup de membres du Caveau sont francs-maçons, et ce n'est sûrement pas un hasard si on a confié à Gallet le soin « d'organiser le premier Banquet de la Saint Jean sous les arbres qui nous sont connus »[réf. souhaitée].
Inséparables, on[Qui ?] retrouve Collé, Piron et Gallet quand ils ne sont pas chez Gallet, chez Madame de Tencin. Rigoley de Juvigny, dans Les Mémoires d'Alexis Piron, nous rapporte[style à revoir] en effet une très jolie anecdote qui commença dans le salon de Mme de Tencin lors d'une soirée fin du mois de mars 1731 et se termina dans la joie et la bonne humeur tard dans la nuit chez le commissaire Lafosse.
Tous les trois avaient en commun la même opinion sur Voltaire, Voltaire qui redoutait de se trouver face à face avec Piron, Voltaire qui a eu droit au pamphlet de Gallet « Voltaire, Âne jadis poète ».
À la première Société du Caveau d'autres se joignirent, comme Crébillon père et fils, Fuselier, Sallé, Labruère, Saurin, Duclos, Gentil-Bernard, de Moncrif, Helvetius, Rameau, le peintre Boucher, Jélyotte.
Négligeant ses affaires, Gallet fit banqueroute en 1751 et se réfugia avec sa maman  dans l'enclos du Temple. Là, il retrouva M. André, ancien marmiton du cabaret Landel, qui était propriétaire du cabaret le clos de la Devinière[réf. nécessaire].
Panard resta son ami fidèle. Fuzelier et Piron lui rendirent visite régulièrement, un peu moins pour Crébillon père, et même Collé, pris de remords peut-être, revint le voir et renoua avec Gallet. La joie et les bons mots de Panard et Gallet firent la célébrité du clos de la Deviniére, où un jour, par exemple, Marmontel est venu avec des bourgeois pour voir Gallet. Après le repas, vexé, Gallet s'adressera ainsi à Marmontel : « mon cher, une autre fois, quand vos amis voudront rire, il faudra les conduire chez les comédiens du roi » et sans oublier de demander à M. André de saler la note[réf. nécessaire].
Ayant honoré tous ses créanciers, Gallet pouvait quitter l'enclos du Temple, mais préféra y rester (Gallet et le Caveau de J Bouché 1883). Et jusqu'au bout improvisera des couplets comme le rappelle Collé, d'où l'épitaphe dont l'auteur serait de La Place :

« Ci-git le Chansonnier Gallet,
Mort en achevant un Couplet »

## Gallet vu par Pierre Antoine de la Place
Pierre Antoine de la Place écrit en 1782 : « Natif de Paris, étoit Marchand Epicier, avoit fait de bonnes études, & étoit né avec beaucoup de talent pour la Poésie. On a de lui de très jolis Vaudevilles, mais un peu libres. Personne ne parodioit mieux que lui, & n'a plus fait de Couplets. Au moment de mourir d'une Hydropisie, il fit celui-ci, qui peut lui servir d'Épitaphe » :
Rimeur Couplétant Couplétier

De Couplets j'ai fait mon métier.

Quoique la Mort soit à ma porte,

Je rime, je couplette encor.

Si le diable à la fin m'emporte,

Il faut que ce soit COUPLÉGOR

Il a donné plusieurs Opéras comiques. Il avoit de la gaieté, de l'enjouement, & faisoit les délices des sociétés, du temps que l'on aimoit encore à rire, & sur-tout à table. Il mourut en 1757. Gallet, qui savoit balancer son intérêt et son plaisir, également ardent & pour l'un & pour l'autre, invitoit fréquemment Piron & M. Collé son ami, & ne manquoit pas de leur associer quelques-uns des Commerçants avec lesquels il étoit en relation d'affaires. Il y trouvoit son compte : ses confreres, sortant de table, animés par la bonne chére & par la joie, riant encore des Contes, des Bons-Mots & des Saillies de Piron, étoient moins difficiles, mieux disposés ; & les négociations s'entamoient, ou se terminoient toujours à l'avantage de l'Amphitrion.

Piron s'étant aperçu de ce manège : « mon Ami (dit-il tout bas à M. Collé) je crois que cet homme-ci nous prête sur gage. »

Couplets repris par Piron dans ses mémoires et repris en 1792 soit 35 ans après la mort de Gallet ,dans une comédie de JM. Deschamps, intitulée Piron et ses amis : 

                                            Quelque jour,si dans l'histoire

                                            On daigne parler de nous

                                            Et conserver la mémoire

                                            De nos joyeux rendez vous

                                            On dira ,j'aime le croire

                                            Leur sort doit être envié

                                            S'ils n'ont pas trouvé la gloire

                                            Ils ont connu l'Amitié

Piron rappelle également qu'à cette époque tout Paris reprenait ce refrain de Gallet :

                                            Il n'est pas de vrai biens au monde

                                            Sans vin,sans Amour, sans Gaitée

ainsi que ce couplet :

                                            Des biens dont Crésus abonde

                                            Mon cœur ne fut jamais tenté

                                            Mais entre la brune et la blonde

                                            Quand on peut boire la Liberté

                                            On a les vrais biens de ce monde

                                            Le vin, l'Amour la Gaitée
Gallet apparaît dans les pièces Piron avec ses amis (Théâtre du Vaudeville) et Le Chansonnier droguiste (Théâtre des Variétés).
Jean-Antoine Rigoley de Juvigny rapporte dans Les mémoires d'Alexis Piron une anecdote avec Piron, Collé et Gallet qui se passe après une soirée « chez une dame belle autrefois, belle d'esprit aujourd'hui » : il s'agissait de Madame de Tencin et qui se termine dans la joie chez le commissaire Lafosse.
Jacques Bouché écrit : « Gallet est inconnu, alors que d'autres qui valent moins que lui ont rempli les gazettes... c'était un insouciant compère, rimant quand la rime venait le chercher sans qu'il fit un pas pour l'atteindre, dépensant sa vie sans compter, généreux à l'excès avec ses amis... »
Pour exemple, un soir ses amis lui demandent son dernier couplet, Gallet improvisa :
Si,pour embellir le monde,

Jupiter m'eut consulté,

Dans les lieux où coule l'onde,

Le vin seul eut existé.

La terre eut été sa treille,

Et la mer son réservoir,

Et pour le mettre en bouteilles,

J'aurais servi d'entonnoir.

## Œuvres
- La Ramée et Dondon, avec Charles-François Panard et Florimond Claude Boisard de Ponteau, 1734, parodie de la tragédie de Didon
- Le Double Tour ou le Prêté rendu, opéra-comique, 1735
- La Précaution inutile, opéra-comique, 1736
- Les Coffres, opéra-comique en 1 acte, avec Alexis Piron, Charles-François Panard et Florimond Claude Boisard de Ponteau, 1736
- Marotte, 1743, parodie de la tragédie de Mérope de Voltaire
- La Pétarade ou Polichinelle auteur, 1750
- Voltaire âne, jadis poète, en Sibérie, 1750
- Les Couples assortis ; La Meunière du moulin à vent ; La Double Surprise ; La Bergère reconnoissante ; L'Heureuse Épreuve ; Les Inconvénients du mariage ; L'Heureux Accord ; La Cinquantaine ; Le Curieux ; L'Hirondelle de carême ; La Fille du savetier.
- Prologue, opéra-comique donné sur la foire St-Germain 1744.
- Les Troqueurs ou les Fausses Inconstances, opéra comique en un acte.
- Voyage d'un habitant de la Lune à Paris fin du XVIIIe siècle.